# 花園大学国際禅学研究所
花園大学国際禅学研究所（はなぞのだいがくこくさいぜんがくけんきゅうしょ、英称：International Research Institute for Zen Buddhism Hanazono University）は、1988年（昭和63年）に開設された花園大学内にある研究所であり、臨済禅、禅仏教を中心に禅学研究を行うための研究機関である。略称はirizまたは国禅研。

## 概要
初代所長は柳田聖山（在任1988 - 1996年）で、没年（2006年）までは終身研究所員であった。柳田の寄贈による図書（柳田文庫）をはじめ、国内外の禅学、仏教学、東洋学関係の専門書、研究書、和装本、資料などが2万冊以上ある。
現在所長は野口善敬花園大学教授。

## 組織
研究所の構成は、所長、副所長、所員、研究員、客員研究員である。

## 主な研究班
- 白隠学研究室
- 宋代語録研究班
- 画賛研究会

## データベース
- 禅籍データベース『電子達磨#2 infolib』

## 主な出版物
- 『白隠禅画墨蹟』 花園大学国際禅学研究所編 二玄社 2009年（平成21年）
- 『研究報告』第1～8号　1988～2003年
- 『花園大学国際禅学研究所論叢』第1～15号 2006～2020年（継続中）